# تيري زيغ
تيري زيغ (بالفرنسية: Thierry Zig)‏ مواليد 4 يوليو 1975 في بوندي، هو لاعب كرة سلة فرنسي. بدأ مسيرته الاحترافية في سنة 1994. يبلغ طوله 6 قدم 3 بوصة (1.9 م). لعب مع ستراسبورغ أي جي، بالونكيستو مالقا ودون بوسكو ليفورنو.

## روابط خارجية
- تيري زيغ على موقع الدوري الإسباني لكرة السلة (الإسبانية)
- تيري زيغ على موقع كرة السلة الأوروبية.كوم (الإنجليزية)
- تيري زيغ على موقع ريلجم (الإنجليزية)
- تيري زيغ على موقع بروبوليرز (الإنجليزية)
- تيري زيغ على موقع سبورتس رفرنس (الإنجليزية)